# Santa Ana Otzolotepec
Santa Ana Otzolotepec är en ort i Mexiko.   Den ligger i kommunen Huehuetlán el Grande och delstaten Puebla, i den sydöstra delen av landet, 130 km sydost om huvudstaden Mexico City. Santa Ana Otzolotepec ligger 1 402 meter över havet och antalet invånare är 264.
Terrängen runt Santa Ana Otzolotepec är varierad. Runt Santa Ana Otzolotepec är det ganska glesbefolkat, med 25 invånare per kvadratkilometer. Närmaste större samhälle är San Sebastián Tenango, 11,4 km sydväst om Santa Ana Otzolotepec. Omgivningarna runt Santa Ana Otzolotepec är en mosaik av jordbruksmark och naturlig växtlighet.